# Cuttoli-Corticchiato
 Cuttoli-Corticchiato  là một xã của tỉnh Corse-du-Sud, thuộc vùng Corse, trên đảo Corse ở Pháp.